# مارك ماكجيجان
مارك ماكجيجان (بالإنجليزية: Mark McGuigan)‏ هو لاعب كرة قدم بريطاني في مركز الهجوم، ولد في 7 نوفمبر 1988 في East Kilbride ‏ في المملكة المتحدة. لعب مع نادي ألبيون روفرز ونادي بارتيك ثيسل ونادي سلتيك.

## وصلات خارجية
- مارك ماكجيجان على موقع قاعدة بيانات كرة القدم.إي يو (الإنجليزية)
- مارك ماكجيجان على موقع Soccerbase.com (لاعب) (الإنجليزية)